# Rykynčice
Rykynčice jsou obec na Slovensku v okrese Krupina v Banskobystrickém kraji. Žije zde 265 obyvatel.

## Poloha
Obec se nachází na jihozápadním okraji Krupinské výšiny v údolí potoka Krupinice. Území tvoří třetihorní rovina rozčleněná údolími na nižší vrchovinu s plochými hřbety tvořené andezitickými tufity. Nadmořská výška se pohybuje v rozmezí 152 až 377 m, střed obce leží ve výšce 160 m n. m. Lesní porost tvořený duby a habry se vyskytuje na strmých svazích.

## Historie
Obec Rykynčice vznikla v roce 1964 sloučením Horních a Dolních Rykynčic.

### Dolní Rykynčice
První písemná zmínka pochází z roku 1281, kdy obec patřila Rakonczajům, od roku 1327 byl vlastníkem Mikuláš, od roku 1498 Paskovcům, od 16. století patřila panství Bzovík. V roce 1715 je v obci doložen mlýn, vinice a 81 domácností. 

### Horní Rykynčice
V roce 1327 se objevila pod názvem Felsewrakaucha. První písemná zmínka pochází z roku 1422, kdy Štefan Palásthy dal do zástavy dvě usedlosti Demeteru Darášimu v Horních Rykynčicích. Rod Palasthyovců vlastnily obec do konce 18. století. Dalšími vlastníky byli rody Koháryovců a Coburgovců. V roce 1715 měla 22 domácností, v roce 1828 v 58 domech žilo 350 obyvatel.

## Památky
- Římskokatolický kostel Neposkvrněného početí Panny Marie v Dolních Rykynčicích z roku 1788.
- Evangelický kostel v Horních Rykynčicích z roku 1794.

## Galerie

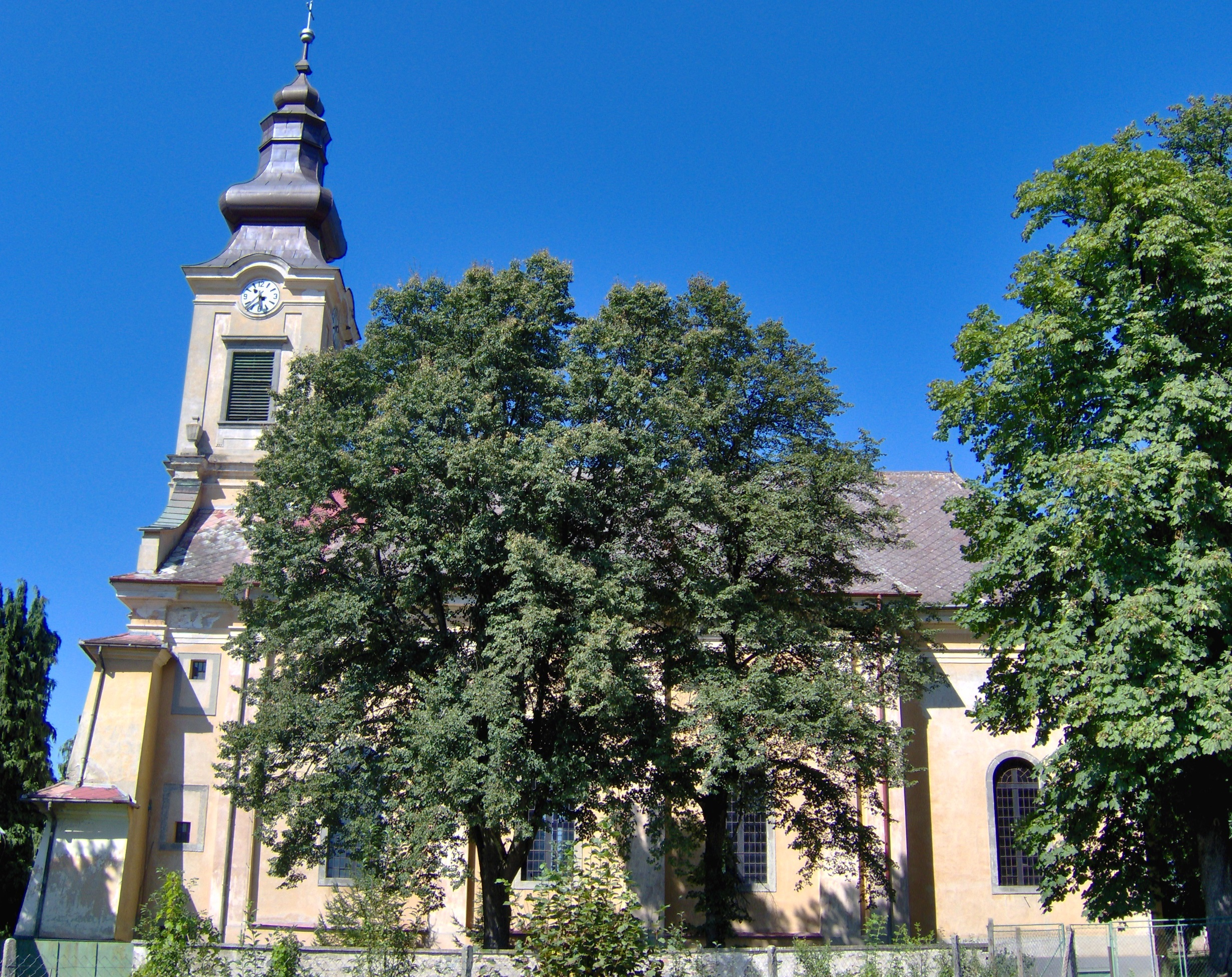
Rykynčice, kostel
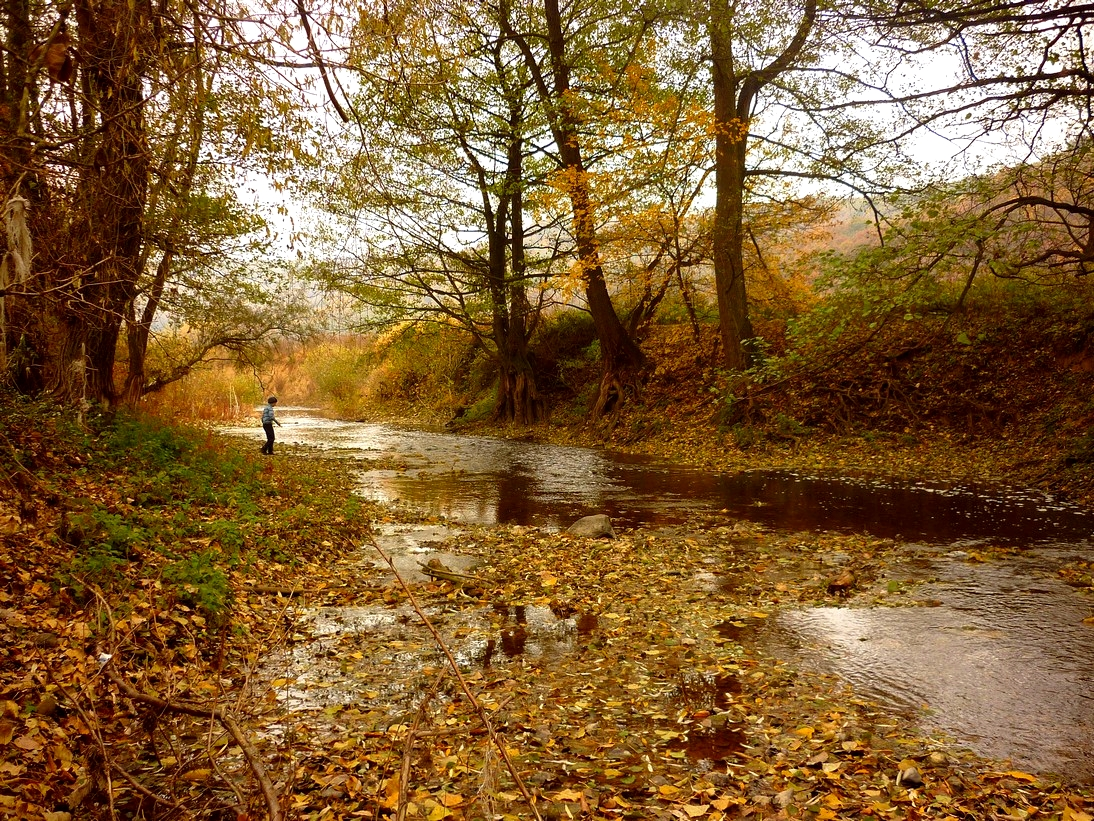
Potok v říjnu
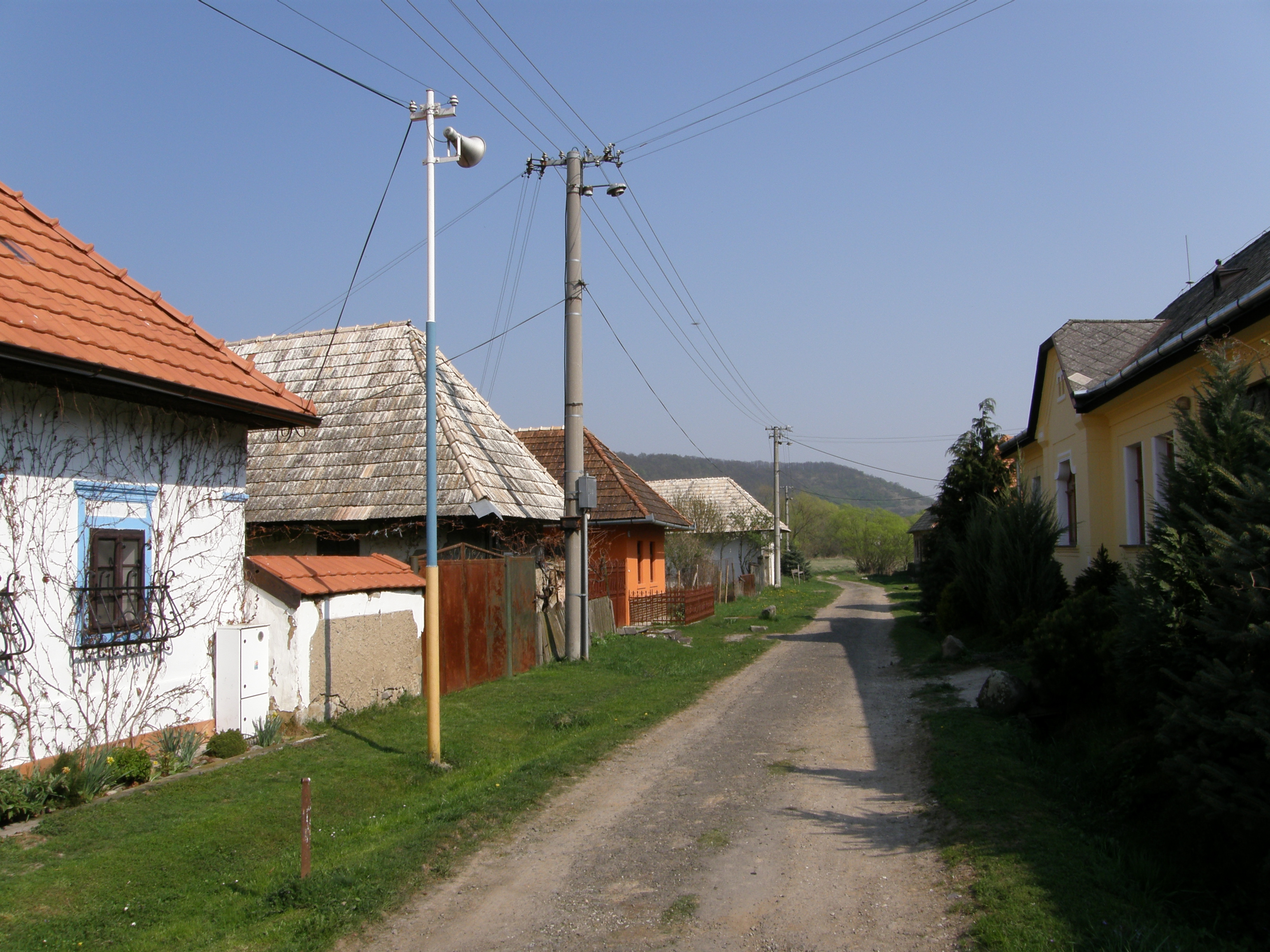
Horní Rykynčice
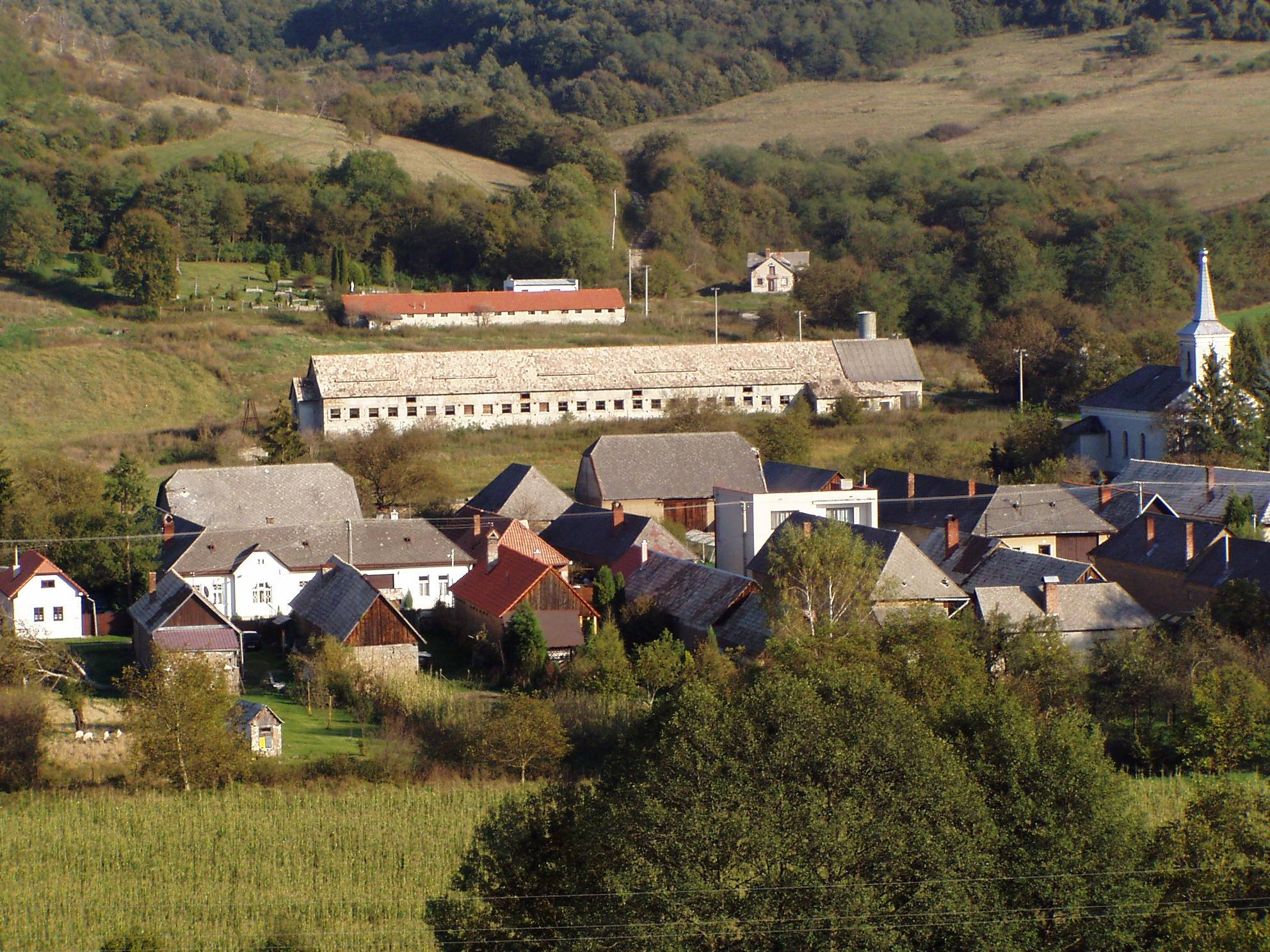
Horní Rykynčice ze západu
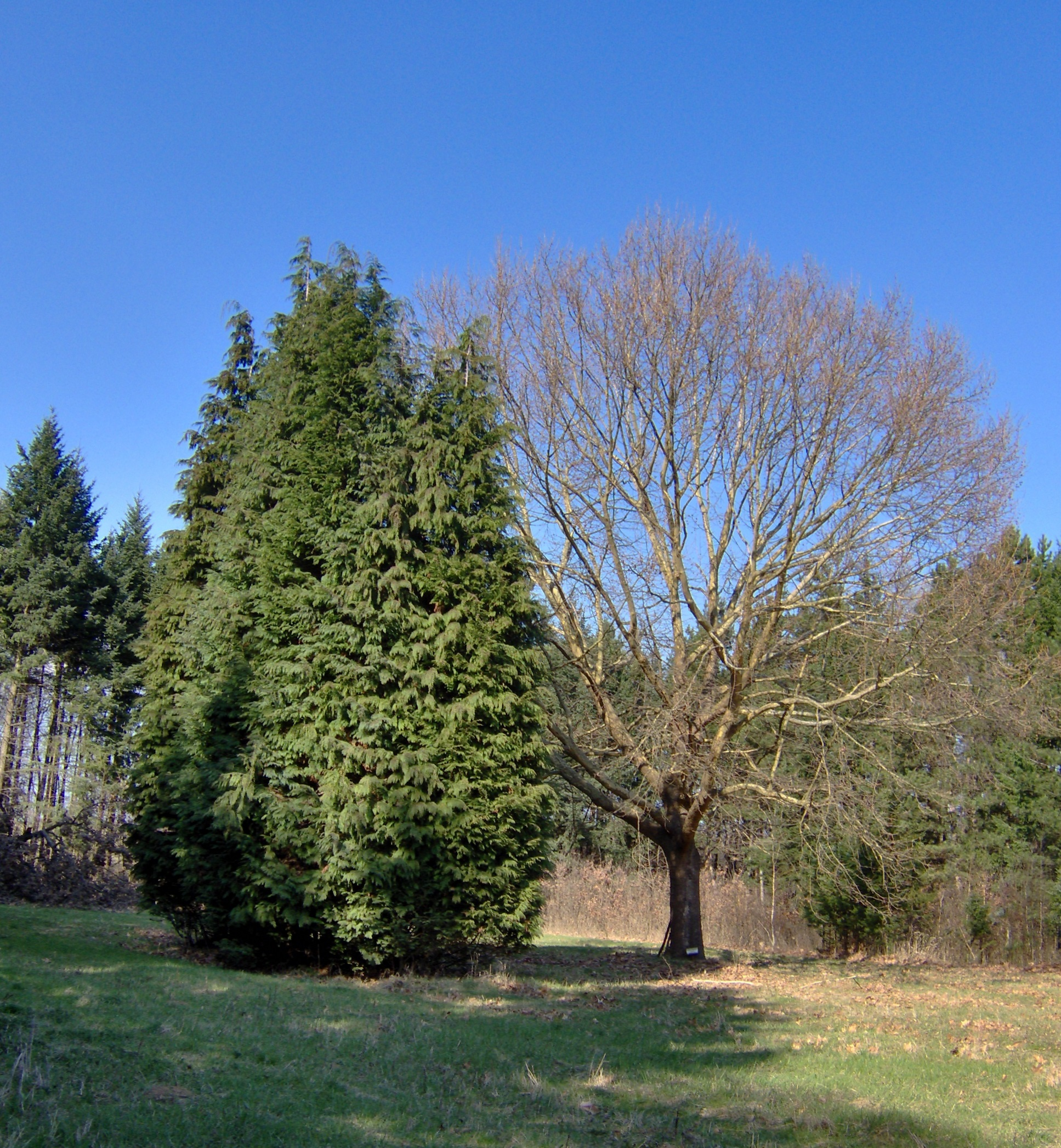
Arboretum
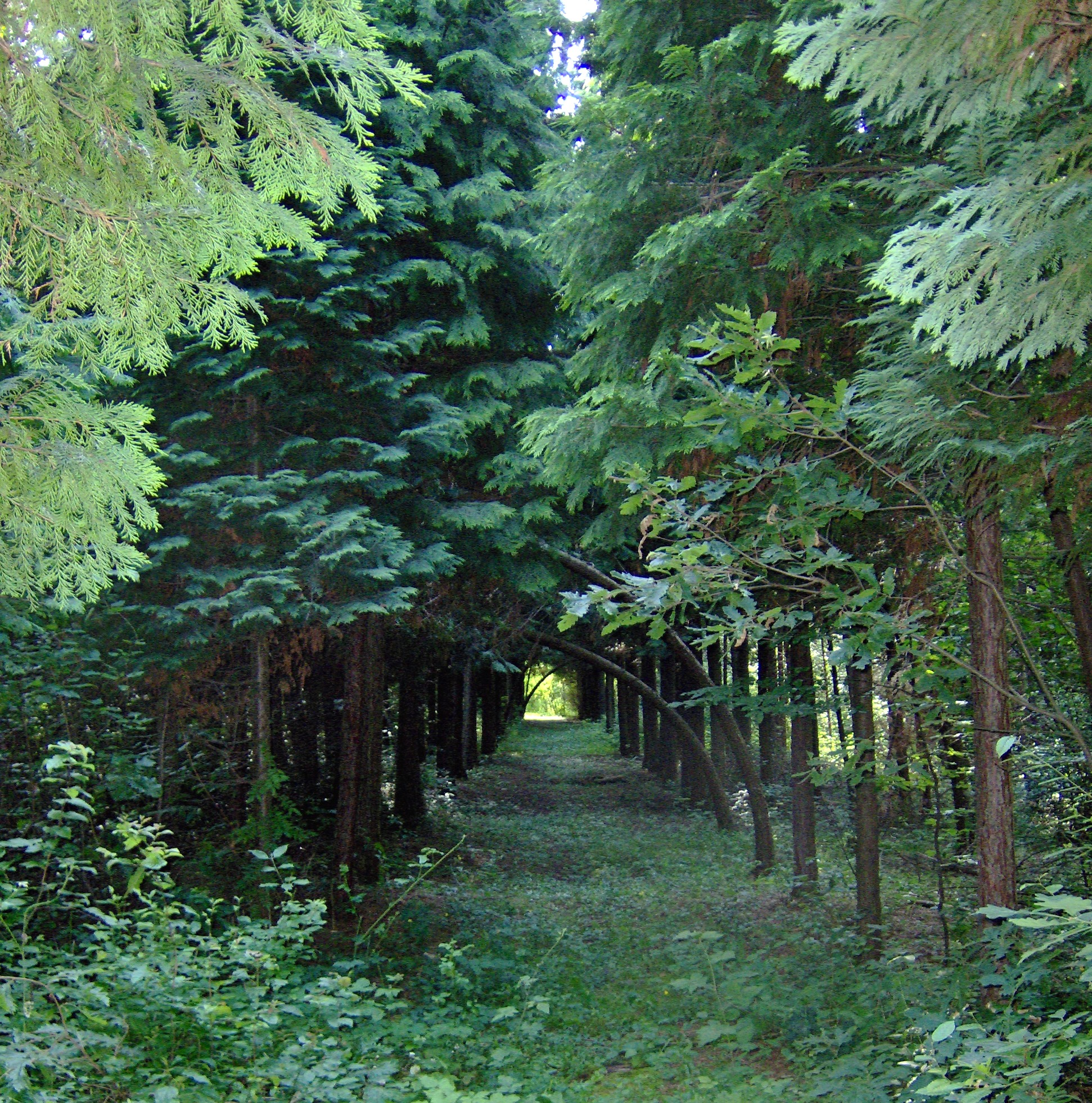
Arboretum